# La Casa Azul
La Casa Azul es un grupo español de indie pop fundado en 1997 y liderado por Guille Milkyway.

## Historia

### Primeras maquetas (1997-1999)
La Casa Azul nace en el imaginario de Guille Milkyway en 1997, como una mezcla del doo wop de los años 1940, la música disco de los años 1970, el europop de los años 1990, y abordando temáticas como el amor, la felicidad, la amistad, pero también la tristeza, el desamor, la rabia y la frustración. El estilo de la banda se caracteriza por el contraste que surge por la combinación de melodías alegres con letras melancólicas. 
En su origen La Casa Azul nació como una banda ficticia, cuyos miembros eran entonces un dibujo hecho en color sin una persona real que los representara, siguiendo el ejemplo de grupos de los años 1960 como The Archies. El encargado de la presentación de las canciones de la banda en directo era Guille Milkyway, el productor, compositor, arreglista y cantante. 
Las primeras grabaciones fueron las maquetas Te invito a mi fiesta (1998-1999), Canciones ligeras (1999) y Galletas (1999) que, en un principio, fueron distribuidas en programas de radio. Varias de las canciones de estas maquetas fueron regrabadas y formaron parte del primer EP El sonido efervescente de la casa azul (2000) y, posteriormente, reunidas y reeditadas en El sonido efervescente de La Casa Azul (2006).
La presentación en directo de la banda tiene lugar el 20 de agosto de 1999, en la sala Siroco, en Madrid, dentro de una serie de conciertos llamados Operación Bikini, junto a otros grupos de la discográfica Elefant Records como Me Enveneno de Azules, Niza y Vacaciones. En noviembre actúan en Zaragoza compartiendo cartel con otras bandas de pop indie como Niza y Los Fresones Rebeldes. El tercer concierto de la banda tiene lugar en la sala Cibeles de Barcelona, en la fiesta del décimo aniversario del sello discográfico Elefant Records, bajo el cual prepara la inminente publicación de su primer trabajo.
Actúan en la entrega de premios del programa radiofónico Viaje a los sueños polares, donde recogen sus tres primeros premios: grupo revelación según los oyentes, grupo revelación según la dirección del programa y mejor maqueta según los oyentes. Le siguen actuaciones en lugares como Barcelona y Valencia.

### Inicios con Elefant (2000-2002)
La primera colaboración de La Casa Azul con Elefant Records llega en febrero de 2000, con una remezcla del tema «Jamie Theakston» del grupo inglés Supercute.
En octubre llega el primer lanzamiento de La Casa Azul: El sonido efervescente de la casa azul un EP que consta de seis temas rescatados de sus maquetas: «Hoy me has dicho hola por primera vez», «Galletas», «Chicle Cosmos», «Sin Canciones», «Me Gustas» y «Cerca de Shibuya». Las canciones se graban de nuevo para este EP y se publica en dos formatos CD y disco de vinilo de 10’’. El disco recibe muy buenas críticas en la revista Rockdelux o en el programa de radio Viaje a los sueños polares que considera este disco uno de los mejores del año 2000. 
«Cerca de Shibuya» es elegida como una de las mejores canciones del 2000 según los oyentes de Disco Grande (Radio 3). Esta edición está descatalogada. También aparece, en la versión originalmente presente en la maqueta, en el recopilatorio Elefantdiez que regalaba el número de noviembre de la revista Rockdelux.
En este periodo se prepara el lanzamiento del primer LP de la banda, aunque Guille Milkyway se dedica también a otros proyectos, como productor de las bandas Mirafiori, Cola Jet Set y La Monja Enana y publicando el primer trabajo de su otro proyecto Milkyway, en forma de EP y titulado In Love publicado por Annika Records.

### Los cinco chicos y el primer LP (2003-2004)
El proyecto de Guille Milkyway va tomando forma, y se va preparando lo que va a ser el primer LP del grupo. La parte estética también se renueva eligiéndose a cinco chicos para dar vida a David, Virginia, Sergio, Clara y Óscar que se encargarán de dar la imagen en los videoclips y las apariciones en televisión, ya que, hasta ahora, los integrantes de La Casa Azul habían sido un dibujo animado. 
En agosto de 2003, en pleno verano se reúnen en Madrid por primera vez Guille Milkyway, los cinco chicos y Domingo González para dirigir el rodaje del primer videoclip del grupo. Se trata de «Superguay» el primer sencillo de su primer LP, que será protagonizado exclusivamente por los chicos.
Como avance del LP aparece la canción «En noches como la de hoy» en un recopilatorio de Elefant Records llamado Modapop, con actuaciones en Madrid y Barcelona para presentar el recopilatorio junto con Camera Obscura, Niza, Entre Ríos y Les Très Bien Ensemble. También graban el tema «Viaje a los sueños polares», una versión de Family, para el álbum tributo que le graba un largo elenco de artistas llamado Un soplo en el corazón.
En diciembre de 2003 publican su primer LP Tan simple como el amor con el sello Elefant Records y editado en CD y LP de 12.
En 2004 el LP se presenta en diferentes eventos: el 25 aniversario de Flor de Pasión, programa de Radio 3 dirigido por Juan de Pablos, el 14 de febrero en el festival Es pop mamá en Barcelona y el 5 de marzo en el Soft Pop Tour en La Coruña, el 27 de marzo en el Otros mundos pop de León donde se incorporan como coristas y bailarinas dos componentes del grupo Las donetes y que acompañarán a Guille Milkyway en muchos de sus directos.
Surgen las primeras actuaciones en televisión, en las que La Casa Azul aparece representada por los cinco chicos, que fingen tocar los instrumentos y poner la voz al son de un playback. Aparecen en Música 1, de La 1, donde interpretan «Superguay» y en Club Disney, de Telecinco, donde son entrevistados e interpretan «Como un fan».
En el número de abril de la revista inglesa MOJO aparece una excelente crítica del disco Tan simple como el amor.
En junio de 2004 el grupo y su productor viajan nuevamente a Madrid para encontrarse con Domingo González y un nutrido grupo de fans para rodar su segundo y tercer videoclip, respectivamente «Como un fan» y «El sol no brillará nunca más».
En julio de 2004 actúan por primera vez en el festival ContemPOPránea, en Alburquerque (Badajoz) y en agosto en el Festival Internacional de Benicàssim y en Gijón. En los directos se utilizan las proyecciones que ha creado Domingo González para el grupo.
Guille se encargará de la sintonía del programa Zona Disney con el tema «Vente a Zona Disney» que se versiona en español y portugués. A finales de 2004 se reedita la canción «Chicle cosmos» para ser incluida en la banda sonora de la película El asombroso mundo de Borjamari y Pocholo en la que participa Santiago Segura.

### Gira deTan simple como el amor(2005–2006)
El 4 de febrero de 2005, en una fiesta en el club 8 y Medio de Madrid, se presenta el videoclip de Como un fan, dirigido por Domingo González y rodado el verano anterior. En este videoclip, a diferencia del anterior, cuenta con muchas escenas de exteriores, en diferentes localizaciones y es el primero en el que, además de los cinco chicos, aparece Guille Milkyway realizando un pequeño cameo.
En julio, Guille viaja a Japón para actuar en las celebraciones preparadas por Elefant para la Exposición Universal de Aichi 2005, actuando los días 17 y 22 en los clubs CHU! y Aoi Heya y los días 23 y 24 junto a Niza en el club Cay, en el Spiral Hall, todos situados dentro del distrito de Shibuya, en Tokio.
En otoño se publica el videoclip de El sol no brillará nunca más, dirigido por Domingo González, que se rodó junto al de Como un fan en junio de 2004. Este videoclip es protagonizado por los cinco chicos y, en él, aparece Guille Milkyway realizando un cameo.
En octubre de 2005 se publica un EP de Como un fan, incluyendo además el tema que da título al EP, la versión de Family, Viaje a los sueños polares y dos temas inéditos Viva (un poco más) el amor y Debería plantearme cambiar. También se incluyen los videos de Como un fan y Superguay. El EP entra en las listas de sencillos de Promusicae al número 10 la semana del 24 al 30 de octubre de 2005, permaneciendo dentro de la lista por cuatro semanas. Según la revista Rockdelux, tanto el EP como el videoclip de Como un fan han sido uno de los mejores del año 2005.
En 2006 se preparan los últimos conciertos de esta etapa: comienzan en Zaragoza, Valladolid y Madrid.
En marzo se edita Villa Flir, nuevo disco de la mítica cantante pop española Kikí d'Akí, producido por Guille Milkyway.
Se publica el recopilatorio We Heart Rockdonde aparece la canción Jamie Theakston, remezclada por La Casa Azul, su primer tema publicado.
El 3 de mayo de 2006 se publica una reedición de su primer EP El sonido efervescente de La Casa Azul, en una edición masterizada por Xavi Alarcón donde además del contenido original se añaden las tres maquetas de La Casa Azul, tres bonus tracks: Quiero vivir en la ciudad una versión de Mecano, Chicle Cosmos la versión utilizada para la banda sonora de la película El asombroso mundo de Borjamari y Pocholo y Tantas cosas que arreglar del recopilatorio Momentos perdidos de Elefant Records. Además incluye dos temas en directo de una de sus primeras actuaciones en Zaragoza: Hoy me has dicho hola por primera vez y Cerca de Shibuya. Este disco es editado en Corea del sur por el sello Happy Robot, que ya había publicado antes Tan simple como el amor
En mayo de 2006 La Casa Azul viaja a Corea del sur para realizar una mini-gira junto a Corazón. El día 14 tocan en el festival Naini Island, el 16 en el Latin Music Festival celebrado en el Inchon Memorial Hall en Koryo (Universidad Nacional de Corea) y el 18 en el auditorio de la Universidad de Yonsei en Seúl. Tras esta gira la marca cosmética coreana DHC elige Galletas para su campaña de publicidad.
De regreso en España tocan el 24 de junio en la sala Apolo de Barcelona, el 29 en el Musac de León, junto a Ladytrón y el día 30 en la sala ocho y medio de Madrid. Este mismo mes se edita Peachy little secrets, un recopilatorio publicado por el sello Fruit Records de Singapur, donde se incluye el tema Prefiero bailar.
En julio de 2006 actúan de nuevo en el festival ContemPOPránea de Alburquerque (Badajoz) y en septiembre en el Lemon Pop en Murcia, con los que cierra esta etapa de conciertos para preparar un nuevo disco de estudio.
A finales de año se incluyó el videoclip de Como un Fan en el DVD Eclectia de la productora Malavida. En diciembre se publica el tema Feliz Navidad, una versión de José Feliciano para el recopilatorio Cuentos de Navidad del sello discográfico Jabalina.

### La revolución sexual(2007–2008)
En la primera mitad del 2007 el silencio de La Casa Azul es absoluto. No se sabe nada desde el último concierto en directo en el Lemon Pop, sin embargo, en septiembre sale la noticia de que el nuevo disco se publicará este mismo año, y se adelantan cuatro temas a través del MySpace de la banda: La revolución sexual, El momento más feliz, Esta noche sólo cantan para mí y La nueva Yma Sumac. Además, la multinacional Samsung escogía el tema de La Casa Azul Un mundo mejor, que sería posteriormente publicado en el siguiente álbum del grupo, para un spot publicitario de un nuevo móvil de la compañía asiática.
El 3 de noviembre de 2007 se lanza La revolución sexual con trece canciones de pop suave y con una producción muy cuidada. La imagen del grupo da un cambio radical: los chicos dejan de ser la imagen principal del grupo, para convertirse en androides programados a las órdenes del verdadero autor de los temas y alma mater del grupo: Guille Milkyway, que pasa a ser protagonista de los videoclips y entrevistas. 
La presentación tiene lugar en las tiendas FNAC de Madrid y Barcelona, los días 3 y 11 de noviembre, donde se presenta el videoclip del primer sencillo del disco, titulado homónimamente La revolución sexual, dirigido por Domingo González y en el que Guille Milkyway es el protagonista. Se exhiben versiones en español e inglés del videoclip con leves diferencias en la producción. Las copias del disco se agotaron a las pocas horas en todas las tiendas de España. La presentación da paso a una serie de conciertos que comenzaron en la sala El Sol de Madrid (cuyas entradas se acabaron con asombrosa rapidez), los días 16 y 17 de noviembre y que llenaron en la sala Apolo de Barcelona y la sala Heineken de Valencia.
La Casa Azul ya tiene fama nacional y hace entrevistas en el programa Siglo 21 de Radio 3 y en prensa: El Mundo, El País, La Razón y Público se interesan en cubrir el lanzamiento de La revolución sexual. En diciembre son portada de la revista Mondo Sonoro.
El disco entra directamente a en número 25 de los discos más vendidos en España la semana de su lanzamiento, permaneciendo en esta lista tres semanas.
A principios de 2008 se sucedieron los conciertos, en el auditorio de Murcia, en la sala Santana 27 de Bilbao, en el Centro Cívico Delicias de Zaragoza y en la Playa Club de La Coruña.
En febrero, La Casa Azul es seleccionada para participar en la preselección de RTVE para representar a España en el Festival de la Canción de Eurovisión a través del portal de Internet MySpace, con una edición recortada de La revolución sexual, ya que la duración máxima del tema tenía que ser por normativa de 3 minutos, y la duración original es de más de 4'.
El 7 de marzo cantan en fiesta Flor de Pasión y el 8 de marzo participan en la gala Salvemos Eurovisión, donde Guille Milkyway interpreta por primera vez un tema en una cadena de televisión de difusión nacional. La actuación contó con dos coristas, que cantaron la mayor parte de la canción, ya que Guille se encontraba gravemente resfriado. En la gala, La Casa Azul quedó en tercer lugar, siendo superados por Rodolfo Chikilicuatre, ganador absoluto de la misma y representante final de Eurovisión 2008, y Coral Segovia.
El 10 de marzo llena la sala Joy Eslava en Madrid, el 18 de abril actúan en el 3.er Festival Cultura Pop de San Blas, en Madrid. El 6 de junio en el festival Valladolidindie ’08.
En junio se estrena la canción Vull saber-ho tot de tu para la sintonía del concurso Els 25 de TV3. Se trata de la primera canción de La Casa Azul en catalán.
El 2 de julio se pone a la venta La revolución sexual en Corea del sur publicado por la discográfica coreana Happy Robot. En este lanzamiento se incluyen aparte de las canciones que se encuentran en el lanzamiento original de Elefant Records en España, dos bonus tracks, que son dos versiones nuevas del tema La revolución sexual: una versión en inglés y otra a dúo con la cantante coreana Yeongene (연진).
El 4 de julio se presenta el videoclip de Esta noche sólo cantan para mí dirigido por Domingo González en la sala ocho y medio de Madrid.
El 18 de julio actúa por segunda vez en el Festival Internacional de Benicàssim y el 26 de julio en el festival ContemPOPránea, por tercera vez. En agosto la gira continúa por Villanueva de la Jara (Cuenca) y San Sebastián y en septiembre por San Baudilio de Llobregat (Barcelona) y Murcia.
El 20 de septiembre actúa en el festival MTV BAM Music Week de Barcelona, más de 20.000 personas se concentraron para seguir la grabación en directo del concierto de LA CASA AZUL para la MTV. Un momento que quedó inmortalizado gracias a las cámaras de MTV que recogieron cada momento único de la actuación.

### La nueva Yma Sumac (lo que nos dejó la revolución)(2009)
El nuevo álbum de La Casa Azul, La nueva Yma Sumac (lo que nos dejó la revolución) (Elefant Records) es un álbum de rarezas que se editó en España el 21 de septiembre de 2009. En él se encontrarán desde remezclas de temas de La revolución sexual (versiones en alemán, inglés o coreano) hasta versiones de otros artistas, pasando por temas en directo.
Guille es invitado para participar en la fiesta 30 aniversario del programa de Radio 3 Flor de pasión.
En las listas de los mejor del año de la revista Rockdelux, La Casa Azul es elegido por la redacción de las revista como uno de los mejores directos nacionales.
En julio La Casa Azul actúa en el festival inglés Indietracks. El festival británico homenajea a Elefant Records por su vigésimo aniversario, regalándole la organización del escenario principal.
Guille Milkyway es el encargado de componer la banda sonora de la película Yo, también de Álvaro Pastor y Antonio Naharro.
La revolución sexual es elegido como uno de los mejores discos de la década por la revista Rockdelux.
La Casa Azul gana en los UK Festival Awards 2009 el premio “Virtual Festivals Critics' Choice Award” dejando atrás a artistas como Pet Shop Boys, The Specials, Thom Yorke, Carl Cox, The Prodigy o Alabama. Los UK Festival Awards son considerados como los “Oscars” de la industria de los festivales musicales en Inglaterra, son los únicos premios dedicados a reconocer y premiar el colosal esfuerzo humano que significa crear la escena de festivales más importante del mundo.
Yo, también, el tema principal de la banda sonora de la película homónima, compite en el sección "World Cinema Narrative" del festival de Sundance en Estados Unidos.

### Todas tus amigas(2010)
En enero, Guille Milkyway es nominado a los Premios Goya en la categoría "Mejor Canción Original" por Yo, también. Finalmente, en la gala celebrada en febrero Guille fue nombrado ganador del galardón.
El 1 de diciembre de 2010 se pone a la venta en formato digital Todas tus amigas, el sencillo de La Casa Azul que anticipa su nuevo disco La Polinesia Meridional. Esta canción que habla del sufrimiento y de lo liberador que resulta tomar consciencia del sufrimiento ajeno. Acerca de lo inexorable de la muerte y del escapismo como método válido para sobrellevar el dolor y el miedo. A veces uno asume que es imposible que ciertas personas puedan sufrir cuando aparentemente se muestran al mundo con una seguridad admirable y dando muestras de un equilibrio portentoso. Descubrir que incluso estas personas pueden llevar dentro de sí un profundo dolor resulta, en ciertas ocasiones, francamente reconfortante y ayuda a trivializar el sufrimiento propio. El sencillo  consigue ser n.º 1 en iTunes en sus primeras horas a la venta. Su cara B es una versión de Vacaciones publicada en el disco tributo a Carlos Berlanga Viaje Satélite alrededor de Carlos Berlanga. El 13 de diciembre de 2010 se estrena el videoclip dirigido por Nadia Mata Portillo.

### La Polinesia Meridional(2011-2012)
El 28 de noviembre de 2011 sale a la venta el disco completo La Polinesia Meridional (Elefant Records) que alcanzó el puesto 19 en la lista Promusicae, fue número 1 en iTunes, consiguió ser trending topic mundial en Twitter el día de su salida a la venta y los medios más importantes se hacen eco de su salida. Se trata de un álbum que pretende ser una oda al escapismo. El segundo videoclip, La polinesia meridional, dirigido por Jean-Marie Marbach es presentado el 7 de marzo de 2012. El tercer y último videoclip del disco fue La fiesta universal que se presentó el 23 de noviembre de 2013.
La gira de presentación del disco en 2012 recaló en ciudades como Valencia, Madrid o Barcelona y en festivales como SOS Murcia, Festival Do Norte, FIB, Low Cost, Festival de música independiente de Zaragoza, Altaveu, Sonorama, Faraday, The Brandery, ContemPOPránea, Santander Music, Ciudadela Sound y Donostikluba.

### En libertad,Jelly JammyAttic Lights reworked by La Casa Azul(2013-2015)
En 2013, La Casa Azul publica En libertad, un álbum homenaje a Nino Bravo producido por Guille Milkyway.
También en 2013, Guille Milkyway compone la banda sonora completa para la serie infantil de dibujos animados Jelly Jamm.
Elefant Records, en su búsqueda de nuevas ideas y proyectos, comienza una nueva colección de sencillos de edición limitada, llamada Reworked By Series. La idea es que grupos del sello se apropien, jueguen y remezclen canciones de otros grupos de la discográfica. El 18 de septiembre de 2015 salió a la venta Attic Lights reworked by La Casa Azul con un par de nuevos hits de Eurodisco a partir de Future Bound y War Years, dos canciones de la banda escocesa Attic Lights.

### La gran esfera(2016-2019)
El 28 de octubre de 2016 La Casa Azul estrenó «Podría ser peor» el primer sencillo de La Gran Esfera. La luminosidad de la melodía, el amor de nuevo como exponente principal con la felicidad de la infelicidad y el dolor del fracaso, las canciones que suenan en las noches estrelladas de verano, las pinceladas house, los arreglos disco, las paradas emotivas, los vocoders, la fuerza del europop... "En definitiva la magia de las canciones de Guille, una magia que nos atraviesan el corazón y nos transporta a la felicidad extrema aunque estemos cantando a gritos sobre el desgaste del amor y el deterioro de una relación". Este sencillo se ofreció de manera gratuita en la página de Elefant Records y en plataformas digitales.

"Todo el tiempo pasado se ve de sobra recompensado con tan solo escuchar los primeros segundos de Podría ser peor, es la esencia de La Casa Azul, esa licuadora de estilos y sonidos que mezcla a la perfección todos los ingredientes que tienen que tener las canciones pop"
Elefant Records (Diario El País, 2016) 

El 30 de enero de 2018 se publicó el segundo sencillo «El momento». Con un sonido más contemporáneo que cualquier otra canción del grupo, reinventa el synthwave y lo acerca al “future disco”, agita el hechizo de Kavinsky y embellece la melancolía disco de Luke Million o Fred Falke en una mezcla entre el desazón de lo costumbrista y la fantasía futurista. La voz brilla como nunca y todos los pequeños arreglos vocales que nos acompañan durante toda la canción son tan mágicos y sugestivos como una lluvia ligera y tenue de verano, que parece que no moja pero que termina empapándonos y penetrando hasta lo más profundo, llenando nuestro cuerpo de vida y frescura. Guille Milkyway comentaba que este tema sonaba a Daft Punk haciendo Italo Disco futurista.

"Me gustan mucho esos sonidos… otra cosa es la canción en sí, que como siempre intento que sea muy melódica, que es lo que me gusta… y eso en realidad es más italiano o francés que alemán, ¿no?."
Guille Milkyway (Je Ne Sais Pop, 2018) 

El 15 de junio del mismo año vio la luz un tercer tema adelanto «A T A R A X I A». Esta nueva canción vendría acompañada de un videoclip dirigido por Juanma Carrillo. Guille ubicaba este tema en un estilo llamado "trap-phael", ya que mezclaba elementos urbanos del trap con otras influencias de la canción melódica clásica (referenciando a Raphael).

“Mi afán nunca ha sido innovar ni sorprender sino hacer la música que me gusta, intentando cada vez hacerla mejor o más cerca del ideal que tengo en mi cabeza. (…) Para mí sorprender sería cantar acerca de un partido de cricket o hacer un disco de doom o de trap. Bueno, de trap no sorprendería mucho en realidad…”
Guille Milkyway (Je Ne Sais Pop, 2018) 

Su sello discográfico adelantó un cuarto sencillo, «Nunca nadie pudo volar», que incluía un videoclip con guiños a la comunidad LGBT y la participación de Juan de Pablos. Se trata de una canción sobre la angustia vital y sobre la tozudez humana desafiando las leyes de la ciencia que procedía de las sesiones de trabajo del anterior álbum La Polinesia Meridional pero que, finalmente, no fue incluida en el set de canciones. Se inspira en la historia de Franz Reichelt, quien el 4 de febrero de 1912 se lanzó desde la torre Eiffel armado con un traje volador que diseñó él mismo inspirándose en los dibujos de Leonardo Da Vinci, cayendo al vacío y muriendo al instante.

“No, no suelo descartar (canciones). No te las sé definir. Había una que era un poco distinta, Nunca nadie pudo volar. Es una canción que respira una cosa algo distinta”.
Guille Milkyway (Je Ne Sais Pop, 2018) 

El 22 de marzo de 2019 se presentó oficialmente el álbum y se estrenó una nueva canción, «El final del amor eterno», con el estreno a las 00:00h. en YouTube del videoclip realizado por Juanma Carrillo. Se trata del primer álbum nuevo en 8 años y, en declaraciones recogidas en portales de información musical, se plantea como un álbum de transición que recoge las experiencias en los últimos años de Guille Milkyway.

"Había un disco ya terminado a finales de 2013; luego por temas personales, y porque yo estaba metido en otras cosas, hubo un parón de un año. Cuando recuperé el disco no me sentía identificado con las canciones. Entonces me puse a grabar otro disco desde cero, intentando dar vueltas sobre la misma idea conceptual de La gran esfera. Volví a tener un parón provocado por el desprendimiento de retina que padecí, y entonces tomé la decisión de coger canciones de aquí y de allá e intentar volver a grabarlas. Eso fue desastroso. Por un tema técnico y estilístico sobre todo, juntar ambos discos fue como hacer un encaje de bolillos."
Guille Milkyway (Je Ne Sais Pop, 2019) 

## Discografía

### Maquetas
- Te invito a mi fiesta (1998-1999)
- Canciones ligeras (1999)
- Galletas (1999)

### Álbumes
- El sonido efervescente de la casa azul (2000)
- Tan simple como el amor (2003)
- La revolución sexual (2007)
- La Polinesia Meridional (2011)
- La Gran Esfera (2019)

### Ediciones especiales
- El sonido efervescente de La Casa Azul (reedición) (2006)
- La revolución sexual (edición coreana) (2008)
- La nueva Yma Sumac (lo que nos dejó la revolución) (21 de septiembre de 2009)

### Sencillo en CD
- Como un fan (2005)
- Nesquik time (2012)
- Attic Lights reworked by La Casa Azul (2015)

### Videoclips
- Superguay (2004, Domingo González)[44]

- Como un fan (2005, Domingo González)[45]

- El sol no brillará nunca más (2006, Domingo González)[46]

- La revolución sexual (2007, Domingo González)[47]

- Esta noche sólo cantan para mí (2008, Domingo González)[48]

- La nueva Yma Sumac (2009, Duprez)[49]

- Todas tus amigas (2010, Nadia Mata Portillo)[50]

- La Polinesia Meridional (2012, Jean-Marie Marbach)[51]

- La fiesta universal (2013, Jean-Marie Marbach)[52]

- ATARAXIA (2018, Juanma Carrillo)[53]

- Nunca nadie pudo volar (2018, Daniel Cuenca)[38]

- El Final del Amor Eterno (2019, Juanma Carrillo)[40]

### Colaboraciones y rarezas
- Mr. Camping, versión de El Niño Gusano.
- Jamie Theakston, remix para el grupo Supercute (2000).
- Viaje a los sueños polares en Un soplo al corazón: Homenaje a Family (2003).
- Vente a Zona Disney para el programa de TVE Zona Disney (2004).
- Tantas cosas que arreglar en Momentos perdidos (2004).
- Feliz Navidad en Cuentos de Navidad (2006).
- Surf up and down publicada por tiempo limitado en el MySpace de la banda (2007).
- Vull saber-ho tot de tu para el concurso Els 25 emitido por TV3 (2008).
- Échale Nesquik para el anuncio de la marca Nesquik (2008)
- El que val la pena de veritat para el disco de versiones Perversions del grupo Els Pets (2012).
- Compta els dies als estels para el disco de La Marató (2012).
- Vivir así es morir de amor remezcla de conmemoración del 40 aniversario de su publicación para Camilo Sesto (2018).
- Joc de Nens, de director de cine Rubén Sánchez, cortometraje que se estrenó en filmin .(2020).

### Canciones de los directos
- Quizás.[54]
- I Want You Back, versión de Jackson Five.
- Qué sabe nadie, versión de Raphael.
- Señora, versión de Joan Manuel Serrat.
- Love is in the air, versión de John Paul Young.
- Aire, versión de Pedro Marín.
- Dancing Queen, versión de ABBA.
- Take On Me, versión de A-ha.
- Medley de Mi hermana pequeña y Nuevas sensaciones, versión de Los Planetas.

## Premios y reconocimientos
| Edición | Canción      | Premio                           | Resultado |
| ------- | ------------ | -------------------------------- | --------- |
| XXIV    | «Yo también» | Goya a la mejor canción original | Ganador   |